# Olivier Beer
Olivier Beer (Lausana, 18 de outubro de 1990) é um corredor Ciclista suíço, membro da VC Mendrisio-PL Valli e especialista da pista.

## Palmarés em pista

### Campeonatos mundiais
- Melbourne 2012
  - 11.º da perseguição por equipas
- Cali 2014
  -     - 6.º da perseguição por equipas
    - 7.º do omnium
- Saint-Quentin-en-Yvelines 2015
  -     - 6.º da perseguição por equipas
- Londres 2016
  -     - 9.º da perseguição por equipas

### Campeonato Europeu
- Anadia 2011
  -  Medalha de bronze da perseguição por equipas esperanças

### Campeonato da Suíça
- 2009
  - 2.º da perseguição por equipas
- 2011
  -  Campeão da Suíça de perseguição por equipas (com Cyrille Thièry, Théry Schir e Damien Corthésy)
  - 3.º do quilómetro
- 2012
  -  Campeão da Suíça de perseguição por equipas (com Damien Corthésy, Loïc Perizzolo e Tino Eicher)
  -  Campeão da Suíça do quilómetro
  -  Campeão da Suíça do scratch
- 2013
  -  Campeão da Suíça da americana (com Claudio Imhof)
  -  Campeão da Suíça do quilómetro
  - 2.º da perseguição
  - 2.º da corrida por pontos
  - 3.º do scratch
- 2014
  -  Campeonato da Suíça de ciclismo em pista#Perseguição por equipas Campeão da Suíça de perseguição por equipas (com Cyrille Thièry, Frank Pasche e Tino Eicher)
  -  Campeão da Suíça do quilómetro
  -  Campeão da Suíça da corrida por pontos
  - 2.º do estadounidense
  - 3.º da perseguição
- 2015
  - 2.º da velocidade
- 2017
  -  Campeão da Suíça do quilómetro

## Palmarés em estrada
- 2013
  - Prólogo da Tour de Jura

## Classificações mundiais
| Ano             | 2016   |
| UCI Europe Tour | 1 832. |